# Lamiopsis temminckii
Lamiopsis temminckii är en hajart som först beskrevs av Müller och Henle 1839.  Lamiopsis temminckii ingår i släktet Lamiopsis och familjen revhajar. IUCN kategoriserar arten globalt som starkt hotad. Inga underarter finns listade i Catalogue of Life.